# Canton (division administrative de Chine)
Pour les articles homonymes, voir Canton (homonymie).
Pour un article plus général, voir Canton.
Un canton (chinois simplifié : 乡 ; chinois traditionnel : 鄉 ; pinyin : xiāng) est une division administrative en République populaire de Chine et République de Chine (Taïwan).
Le bourg-canton (chinois simplifié : 乡镇 ; chinois traditionnel : 鄉鎮 ; pinyin : xiāngzhèn) est un statut équivalent.